# Bianca Lity
Bianca Lity (* 21. März 1985 in Bad Pyrmont als Bianca Sauer) ist eine deutsche Fußballspielerin und Trainerin.

## Karriere
Sauer spielte beim SV Hastenbeck in der Fußball-Regionalliga Nord und ab 2006 beim FFC Heike Rheine in der 1. und 2. Bundesliga. Nach Rheines Abstieg in die Regionalliga wechselte sie zur Saison 2008/2009 wieder in die Bundesliga zur SG Essen-Schönebeck. Bereits in der Winterpause verließ sie Essen wieder und schloss sich dem Bundesliga-Neuling Herforder SV an. Zur Saison 2010/2011 wechselte sie in die 2. Bundesliga zum SV Victoria Gersten, der ab der Saison 2011/12 als SV Meppen auftritt. Nach Ablauf der Saison 2011/2012 machte sie eine Babypause und kehrte in der Winterpause 2012/2013 zurück, wo sie bis Saisonende hauptsächlich in der zweiten Mannschaft zum
Einsatz kam. Die Abwehr- und Mittelfeldspielerin machte in der Saison 2013/2014 noch 22 Zweitligaspielen für den SV Meppen, bevor sie im Sommer 2014 ihre Bundesligakarriere aus familiären Gründen beendete. Sie kehrte 2014 zu ihrem Heimatverein  SV Hastenbeck, wo sie seit 2016 auch das Traineramt bekleidet.

## Erfolge
- Meister 2. Bundesliga Nord und der  damit verbundene Aufstieg in die Bundesliga 2010

## Persönliches
Im Sommer 2010 heiratete Bianca Sauer den Handballspieler Hendrik Lity und nahm dessen Nachnamen an.